# Závadská tabule
Závadská tabule je geomorfologický podcelek Východoslovenské roviny.

## Vymezení
Podcelek zabírá rovinaté území v severovýchodní části Východoslovenské roviny, jihovýchodně od Zemplínské šíravy. Na severozápadě sousedí s Zálužickou pahorkatinou, patřící do Východoslovenské pahorkatiny, zbylé podcelky v okolí patří do Východoslovenské roviny: na jihozápadě sousedí s Senianským mokřadem a východním i severním směrem navazuje na Sobraneckou rovinu.

## Osídlení
Rovinaté území patří mezi řídce osídlené oblasti, kde se nachází jen několik menších obcí.

## Doprava
Severní částí území vede silnice I/19 v jejíž trase je vedená Evropská silnice E50, která směřuje na Ukrajinu.